# Henk Plenter
Hendrik Albrecht "Henk" Plenter (Groningen, 23 juni 1913 – aldaar, 12 mei 1997) was een Nederlands voetballer.
Plenter speelde als verdediger bij Be Quick 1887 waar hij ook aanvoerder was. Hij maakte deel uit van de selectie van het Nederlands voetbalelftal voor het wereldkampioenschap voetbal in 1938 maar kwam nooit in actie voor Oranje. Direct na de Tweede Wereldoorlog speelde hij nog voor veteranenclub Black Devils uit Amsterdam. Ook was hij trainer van VV Leek. In Groningen is de Henk Plenterlaan naar hem vernoemd.